# Geonoma elegans
Geonoma elegans är en enhjärtbladig växtart som beskrevs av Carl Friedrich Philipp von Martius. Geonoma elegans ingår i släktet Geonoma och familjen Arecaceae. Inga underarter finns listade i Catalogue of Life.